# Paul Bernd Spahn
Pour les articles homonymes, voir Spahn.
Paul Bernd Spahn, né le 17 octobre 1939 à Darmstadt et mort le 30 mai 2025, est un économiste allemand. De 1980 à sa retraite en 2005, il est professeur de finances publiques à l'université Johann Wolfgang Goethe de Francfort-sur-le-Main.

## Biographie
Paul Bernd Spahn a étudié l'économie à l'université Johann Wolfgang Goethe de Francfort, à la faculté de droit de Paris, à l'université fédérale de Rio de Janeiro, et à l'université libre de Berlin.
Après avoir travaillé pour l'Institut allemand d'études économiques (DIW), Spahn a occupé des fonctions dans diverses universités, notamment l'Université Harvard, à Cambridge (Massachusetts) et l'Université nationale australienne, à Canberra, ainsi qu'à l'Organisation de coopération et de développement économiques (OCDE). En 1979, il fut affecté à l'université de Francfort.
M. Spahn a été vice-président de l'université Goethe de 1986 à 1987 et le premier directeur exécutif de la House of Finance (de) de Francfort de septembre 2006 à juin 2008. Il s'est engagé dans la fondation de la Goethe Business School (en) et de l'Institut du droit et de finances (de) à Francfort et y a enseigné jusqu'en 2014. En tant que professeur invité, il a enseigné à Paris (American University), Lyon (Université Lumière), Valdivia (UACh), Mexico (ITAM), Perth (UWA), Los Angeles (UCLA), Christchurch (UC) et Montréal (UdM).
M. Spahn a été consultant pour de nombreuses organisations internationales telles que l'Organisation des Nations unies, le Fonds monétaire international, la Banque mondiale, la Commission européenne, le Parlement européen et le Conseil de l'Europe. Pour ces institutions, il était conseiller au service de plus de 70 gouvernements dans le monde. Après sa retraite, il a passé un an à Sarajevo en tant que conseiller macroéconomique auprès des gouvernements de Bosnie-Herzégovine (État et entités). De 2008 à 2010, était membre de la Commission indépendante sur le financement et les finances du Pays de Galles (en) au Royaume-Uni.
Au cours de son séjour au FMI, Spahn a élaboré le concept d'une taxe destinée à freiner la spéculation sur les devises (Spahn tax (en)). Ses recherches dans le domaine de la fiscalité le conduisirent à proposer un aménagement à la taxe Tobin pour en faire une taxation à deux niveaux. Son étude de faisabilité de la taxe Tobin, intitulée « On the Feasibility of a Currency Transaction Tax », publiée en 2002 à la demande du Ministère fédéral allemand de la coopération économique et du développement (BMZ), a attiré l'attention.

## Publications (sélection)
- Die Besteuerung der persönlichen Einkommen in der Bundesrepublik Deutschland, System und Modell, Berlin (1972), Diss.
- The Community Budget for an Economic and Monetary Union, Houndsmill, Basingstoke, Hampshire: Macmillan (1993).
- ”The Tobin Tax and Exchange Rate Stability”, Finance and Development, Washington D.C. (1996 June), 24-27.
- Tax Modeling for Economies in Transition (mit Mark Pearson), Macmillan, Houndsmills, Basingstoke (1998).
- ”Decentralized Government and Macroeconomic Control”, in Horofumi Shibata and Toshihiro Ihori (Eds.), The Welfare State, Public Investment, and Growth, Springer: Tokyo (1998), 129-150.
- Zur Durchführbarkeit einer Devisentransaktionssteuer (On the feasibility of a tax on foreign exchange transactions), Gutachten im Auftrag des Bundesministeriums für Wirtschaftliche Zusammenarbeit und Entwicklung, Bonn (Januar 2002).
- Conditioning Intergovernmental Transfers and Modes of Interagency Cooperation for Greater Effectiveness of Multilevel Government in OECD Countries, OECD, Paris (2012).